# Dorytomus zinovjevi
Dorytomus zinovjevi (лат.) — вид жуков-долгоносиков рода Dorytomus (Curculionidae). Питается на кустарниковых видах рода ива из семейства ивовых. Обитает на Дальнем Востоке России (Амурская область).

## Описание
Мелкие жуки-долгоносики, длина от 2,6 до 2,9 мм. Окраска тела красновато-коричневая; голова и пятна на надкрыльях чёрные. Переднеспинка по бокам округлая. Бёдра в средней части с небольшим зубцом. Имеют вытянутую и умеренно изогнутую головотрубку. Усики коленчатые. Тело покрыто узкими чешуйками. Коготки ног простые и широко расставленные. Вид был впервые описан в 1976 году советским и российским энтомологом Борисом Александровичем Коротяевым.